# Culicoides puripennis
Culicoides puripennis är en tvåvingeart som beskrevs av Austen 1921. Culicoides puripennis ingår i släktet Culicoides och familjen svidknott. Inga underarter finns listade i Catalogue of Life.